# Castello di Desenzano
Il castello di Desenzano è una costruzione fortificata che sovrasta il centro abitato di Desenzano del Garda, in provincia di Brescia.
Edificato nell'XI secolo con quattro torri angolari forse su un castrum (o un vicus) romano, è stato sempre considerato strategico dal punto di vista difensivo e militare, in quanto dotato al suo interno di alcune abitazioni. Intorno al 1030 l'imperatore Enrico II assegnò la contea di Desenzano e con essa il castello al conte rurale Bosone I.
Alla fine dell'Ottocento passò in proprietà allo stato ed ospitò un presidio militare nel quale trovarono posto alpini e bersaglieri.
Nel 1969 divenne di proprietà comunale e ospita nelle sue sale mostre, convegni e anche matrimoni civili.
La parte più avanzata della torre d'ingresso porta ancora i segni di un ponte levatoio non più esistente.